# Libertad Fútbol Club
Libertad Fútbol Club ist ein ecuadorianischer Fußballverein aus Loja, der auch Libertario genannt wird. Im Jahr 2022 schaffte der Verein erstmals den Aufstieg in die Serie A.

## Geschichte
Libertad FC wurde 2017 als Independiente Fútbol Club de Pindal gegründet und spielte 2018 in der Segunda Categoría de Loja. In der Folgesaison erreichte der Verein die nationale Phase, schied aber früh aus. Zur Saison 2020 änderte der Klub seinen Namen in Libertad Fútbol Club und krönte sich im Folgejahr zum Meister der Segunda Categoría. In seiner ersten Saison in der Serie B gelang dem Verein ein dritter Platz, der zum erstmaligen Aufstieg in die Serie A reichte, da der Zweitplatzierte Independiente Juniors als Zweitvertretung nicht zum Aufstieg berechtigt ist. In den beiden Folgejahren konnte Libertad jeweils auf einem Nichtabstiegsplatz landen.

## Erfolge
- Meister der Segunda Categoría: 2021

## Stadion
Libertad FC trägt seine Heimspiele im Estadio Federativo Reina del Cisne aus, das eine Kapazität von rund 15.000 Plätzen hat. Das 1980 erbaute Stadion ist ebenfalls Heimspielstätte für weitere Klubs aus Loja, darunter Liga Deportiva Universitaria.